# Kareth
Kareth ist ein Ortsteil des Marktes Lappersdorf im Landkreis Regensburg, nordwestlich von Regensburg am linken Ufer des Regen.

## Geschichte
Kareth, ein altes Weinanbaugebiet, wird erstmals um 1070 in den Traditionen des Klosters Mittelmünster erwähnt. Die Kirche in Kareth wurde in einer Reihe mit anderen Dörfern erstmals 1228 urkundlich erwähnt, als die Mutterpfarrei Sallern dem Domkapitel in Regensburg zugeschlagen wurde.
Im Jahre 1818 entstand mit dem bayerischen Gemeindeedikt die politische Gemeinde Kareth mit den Orten
- Kareth (Pfarrdorf)
- Rehthal (Weiler)
- Tremmelhauserhöhe (Dorf)

Die heutige katholische Pfarrkirche St. Elisabeth ist ein Saalbau mit eingezogenem Chor und Flankenturm mit Spitzdach und Pilastergliederungen, neuromanisch 1900–01 von Johann Baptist Schott erbaut.
Im Rahmen der Gemeindegebietsreform schlossen sich am 1. Mai 1978 die Gemeinden Hainsacker, Kareth und Lappersdorf freiwillig zur heutigen Kommune zusammen.